# أدهم هادية
أدهم هادية في 12 فبراير 1985 ولد في مدينة الناصرة وهو لاعب كرة قدم عربي يحمل الجنسية الإسرائيلية ومدرب فريق هبوعيل أم الفحم، حاصل على درجة البكالوريوس من كلية أونو الأكاديمية.

## مهنته  الكروية
خلال مسيرته التي استمرت 14 عامًا، لعب هادية مع مكابي أخاء النّاصرة مكابي بيتح تكفا، حاكوش عميدار رمات جان  وهبوعيل كفار سابا
لعب هادية في فريق الشّباب الإسرائيلي حتى سن 21.
بعد تقاعده من اللعب، عمل هادية كمدرب مساعد في مكابي أخاء النّاصرة، وأصبح فيما بعد المدير الفني للفريق. بعد ذلك، درّب شمشون كفار قاسم، هبوعيل أكسال، هبوعيل كوكب، وعاد لفترة أخرى في مكابي أخاء النّاصرة.
في 30 ديسمبر 2020 ، تم تعيين أدهم هادية مدربا لمكابي أبناء الرينة
من الدرجة  (أ) موسم 2020/2021 ، تأهل مع النّادي للدرجة الممتازة، وبعد موسم آخر تأهل مع النّادي للدرجة العليا، لأول مرة في تاريخ النّادي. في 7 سبتمبر 2022 ، أقيل من منصبه. في 18 سبتمبر عُيَّن مدربًا لهبوعيل أم الفحم.